# Larry McMurtry
Larry Jeff McMurtry (Archer City, 1936. június 3. – Archer City, 2021. március 25.) amerikai regényíró, esszéíró és Oscar-díjas forgatókönyvíró volt, akinek a történetei főként a Vadnyugaton vagy a korabeli Texasban játszódtak. Regényei között szerepelt a Horseman, Pass By (1962), The Last Picture Show (1966) és Terms of Endearment (1975), amelyeket filmre is vittek. A McMurtry műveiből készült filmek 34 Oscar-jelölést (13 győzelem) szereztek. Emellett jelentős könyvgyűjtő és könyvkereskedő volt.
1985-ben Pulitzer-díjjal kitüntetett, Lonesome Dove című regényéből televíziós minisorozat készült, amely 18 Emmy-díj jelölést (hét győzelmet) hozott. A Lonesome Dove sorozat további három regényét további három minisorozatban dolgozták fel, amelyek további nyolc Emmy-jelölést hoztak. McMurtry és Diana Ossana társszerzője a Brokeback Mountain (2005) forgatókönyvét adaptálta, amely nyolc Oscar-jelölést kapott, és háromszor nyert, köztük McMurtry és Ossana a legjobb adaptált forgatókönyvért. McMurtry 2014-ben megkapta a National Humanities Medal kitüntetést.
Tracy Daugherty 2023-as McMurtry-életrajza Dave Hickey kritikust idézi: "Larry író, és ez olyan, mintha egy kritikus lenne. Ha békén hagysz egy tehenet, akkor füvet eszik. Ha Larry-t békén hagyod, könyveket fog írni. Amikor a nyilvánosság előtt van, akkor lehet, hogy köszön és elköszön, de egyébként csak pihen, és készül az írásra".

## Fiatalkora és iskolái
Születési anyakönyvi kivonata szerint a texasi Wichita Fallsban született Hazel Ruth (született McIver) és William Jefferson McMurtry fiaként. Szülei farmján nőtt fel a texasi Archer City mellett. Ez a város volt a mintája Thalia városának, amely a regényei nagy részének helyszínéül szolgál. Az Észak-Texasi Egyetemen szerzett BA diplomát 1958-ban, a Rice Egyetemen pedig MA diplomát 1960-ban.
Emlékirataiban McMurtry elmondta, hogy az első öt-hat évben, amikor a nagyapja farmján élt, nem voltak könyvek, de a családja minden este a verandán ült és mesélt. 1942-ben McMurtry unokatestvére, Robert Hilburn megállt a farmon, amikor bevonult a második világháborúba, és otthagyott egy dobozt, amelyben 19 fiús kalandregény volt az 1930-as évekből. Az első könyv, amit elolvasott, a Sergeant Silk: The Prairie Scout volt.

## Pályája

### Író
Az 1960-1961-es tanévben McMurtry Wallace Stegner-ösztöndíjas volt a Stanford Egyetem Kreatív Írás központjában, ahol Frank O'Connor és Malcolm Cowley mellett más feltörekvő írókkal, köztük Wendell Berryvel, Ken Keseyvel, Peter S. Beagle-lel és Gurney Normannal együtt tanulta a szépirodalmi mesterséget. (Wallace Stegner McMurtry ösztöndíjas éve alatt Európában töltötte szabadságát.)
McMurtry és Kesey barátok maradtak, miután McMurtry elhagyta Kaliforniát, és visszatért Texasba, hogy egyéves zeneszerzés-oktatói állást vállaljon a Texasi Keresztény Egyetemen. 1963-ban visszatért a Rice Egyetemre, ahol 1969-ig az angol tanára volt, majd a George Mason College (1970) és az American University (1970-71) vendégprofesszora. Néhány korai diákját Hollywoodról és a Hud forgatásáról szóló beszámolókkal szórakoztatta, amelynél tanácsadóként vett részt. 1964-ben Kesey és a "vidám tréfamesterek" (Merry Pranksters, Ken Kesey követői) a híres országjáró útjukon McMurtry houstoni otthonában is megálltak. A Furthur nevű, nappali fényűre festett iskolabuszban eltöltött kalandról Tom Wolfe a The Electric Kool-Aid Acid Test című könyvében írt krónikát. Ugyanebben az évben McMurtry Guggenheim-ösztöndíjat kapott.
McMurtry számos díjat nyert a Texas Institute of Letters-től: háromszor kapta meg a Jesse H. Jones-díjat – 1962-ben a Horseman, Pass By című művéért, 1967-ben a The Last Picture Show-ért, amelyet megosztott Tom Pendleton The Iron Orchard című művével, 1986-ban pedig a Lonesome Dove-ért. 1966-ban elnyerte az Amon G. Carter-díjat a Texas: Good Times Gone or Here Again?-ért és 1984-ben a Lon Tinkle-díjat életművéért. 1986-ban megkapta a Tulsa Library Trust éves Peggy V. Helmerich Kiváló Szerzői Díját. A Literary Life: A Second Memoir-ban (2009) 1985-ös Lonesome Dove című Pulitzer-díjat nyert regényéről azt írta, hogy ez „az Elfújta a szél a Nyugaton... egy elég jó könyv; nem egy kimagasló remekmű”.
A Books: A Memoir-ban írta le az írás módszerét. Azt mondta, hogy első regényétől kezdve korán kelt, és öt oldalnyi elbeszélést írt. Amikor 2008-ban kiadta a memoárját, azt mondta, hogy még mindig ez a módszere, bár akkor már napi 10 oldalt írt. Minden nap írt, figyelmen kívül hagyva az ünnepnapokat és a hétvégéket. Rendszeresen publikált a The New York Review of Books hasábjain. McMurtry was a regular contributor to The New York Review of Books.
McMurtry a szólásszabadság határozott védelmezője volt, és miközben 1989 és 1991 között a PEN American Center (ma PEN America) elnöke volt, ő vezette a szervezet erőfeszítéseit Salman Rushdie támogatására, akinek A sátáni versek (1988) című regénye nagy vitát váltott ki egyes muszlimok körében, és az iráni legfőbb vezető, Ruholláh Homeini ajatollah fatvát adott ki, amelyben Rushdie meggyilkolására szólított fel, majd merényleteket követtek el ellene.
1989-ben McMurtry a PEN America nevében tanúskodott az amerikai kongresszus előtt az 1952-es McCarran-Walter törvényben foglalt bevándorlási szabályok ellen, amelyek évtizedeken át lehetővé tették a külföldi írók vízumának megtagadását és ideológiai okokból történő kitoloncolását. Elmesélte, hogy mielőtt a PEN America az 1986-os Nemzetközi PEN Kongresszus házigazdája lett volna, „komolyan felmerült a kérdés, hogy egy ilyen találkozóra valóban sor kerülhet-e ebben az országban... a McCarran-Walter törvény hatékonyan megakadályozhatott volna egy ilyen találkozót az Egyesült Államokban”. Elítélte a vonatkozó szabályokat, mint „sértést mindazokkal szemben, akik a véleménynyilvánítás és az egyesülés szabadságának alkotmányos garanciáit ápolják”. Egy olyan író számára, akinek a megélhetése a gondolatok és tapasztalatok gátlástalan cseréjétől függ, ezek a rendelkezések különösen megdöbbentőek". Ezt követően az 1990. évi bevándorlási törvény visszavont néhány olyan rendelkezést, amelyek a bevándorlók bizonyos csoportjait politikai meggyőződésük alapján kizárták.

### Antikvárium üzletek

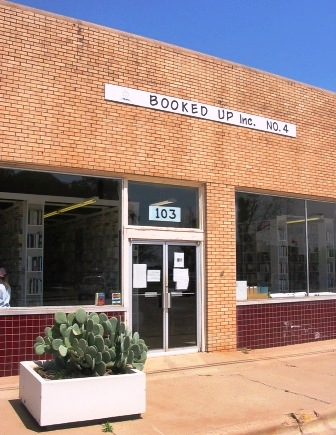
McMurtry egyik könyvesboltja Archer Cityben, Texasban

Stanfordon töltött ideje alatt McMurtry ritka könyvek felderítője lett. Houstoni évei alatt a Bookman nevű könyvesboltot vezette. 1969-ben Washington környékére költözött. 1970-ben két társával könyvesboltot nyitott Georgetownban, amelyet Booked Upnak nevezett el. 1988-ban egy másik Booked Upot nyitott Archer Cityben. Az Egyesült Államok egyik legnagyobb antikváriumává vált, 400 000 és 450 000 közötti címet forgalmazva. Az internetes könyvkereskedelem gazdasági nyomására hivatkozva McMurtry 2005-ben majdnem bezárta az Archer City-i üzletet, de a nagy közönség támogatásának köszönhetően úgy döntött, hogy nyitva tartja.
2012 elején McMurtry úgy döntött, hogy leépíti és eladja gyűjteményének nagy részét. Úgy érezte, hogy a gyűjtemény teher az örökösei számára. Az aukciót 2012. augusztus 10-én és 11-én tartották, és az Addison and Sarova Auctioneers felügyelte a georgiai Maconban. Ez a nagyszabású könyvárverés polcról árusította a könyveket, és "Az utolsó könyvvásár" néven hirdették meg, összhangban McMurtry Az utolsó mozielőadás című könyvének címével. Kereskedők, gyűjtők és bámészkodók tömegesen érkeztek az ország minden tájáról, hogy tanúi legyenek ennek a történelmi árverésnek. Ahogy McMurtry a leárazás hétvégéjén kijelentette: „Még soha nem láttam ennyi embert sorban állni Archer Cityben, és biztos vagyok benne, hogy soha többé nem is fogok.”
2006 áprilisában McMurtryt az Amerikai Antikvárius Társaság tagjává választották.

### Film és televízió
McMurtry munkáinak filmadaptációiról vált ismertté, különösen a Hud (a Horseman, Pass By című regényből); Peter Bogdanovich The Last Picture Show; James L. Brooks Terms of Endearment című filmje, amely öt Oscar-díjat nyert, köztük a legjobb filmnek járót (1984); valamint a Lonesome Dove című népszerű televíziós minisorozatról, amelyben Tommy Lee Jones és Robert Duvall szerepelt.
2006-ban (Diana Ossanával közösen) elnyerte a legjobb forgatókönyvnek járó Golden Globe-díjat és az Oscar-díjat a legjobb adaptált forgatókönyvért a Brokeback Mountainért, amely E. Annie Proulx novellája alapján készült. Az Oscar-díjat szmokingban, farmer és cowboycsizma fölé véve vette át. Beszédében a könyveket népszerűsítette, emlékeztetve a közönséget, hogy a film egy novellából született. A Golden Globe-díj átvételi beszédében elismerően nyilatkozott svájci gyártmányú Hermès 3000 írógépéről.

## Magánélete
Feleségül vette Jo Scottot, egy angol professzort, aki öt könyvet írt. A válás előtt született egy közös fiuk, James McMurtry. Mind James, mind a saját fia, Curtis McMurtry énekes/dalszerzők és gitárosok.
McMurtry 1991-ben szívműtéten esett át. Felépülése során súlyos depresszióban szenvedett. Későbbi írótársa, Diana Ossana otthonában lábadozott, és a konyhapultjánál írta meg Streets of Laredo című regényét.
2011. április 29-én feleségül vette Norma Faye Kesey-t, Ken Kesey özvegyét, polgári szertartáson Archer Cityben.
McMurtry 2021. március 25-én hunyt el arizonai tucsoni otthonában, 84 éves korában.
2023 elején bejelentették, hogy McMurtry személyes tárgyait, beleértve íróasztalát, írógépeit és személyes könyvgyűjteményét, nyilvános árverésen értékesíti a Vogt Auction a texasi San Antonióban, 2023. május 29-én.

## Szépirodalom

### Önálló regények
- 1982: Cadillac Jack[55]
- 1988: Anything for Billy (Billy, a Kölyök kitalált életrajza)[56]
- 1990: Buffalo Girls (Calamity Jane(wd) kitalált életrajza).[57] TV-sorozatra adaptálva: Buffalo Girls[58]
- 1994: Pretty Boy Floyd (Diana Ossanával(wd)) (a címszereplő gengszter kitalált életrajza)[59]
- 1997: Zeke and Ned (with Diana Ossana) (az utolsó cseroki harcosok kitalált életrajza)[60]
- 2000: Boone's Lick[61]
- 2005: Loop Group[62]
- 2006: Telegraph Days[63]
- 2014: The Last Kind Words Saloon[64]

### Thalia: A Texas Trilogy
Larry McMurtry első három regénye, melyek mindegyike a második világháború utáni észak-texasi Thalia városában játszódik.
- 1961: Horseman, Pass By,[65] filmre adaptálva Hud címen[39]
- 1963: Leaving Cheyenne, filmre adaptálva Lovin' Molly címmel[66]
- 1966: The Last Picture Show, filmre adaptálva azonos címmel[67]

### Harmony and Peppersorozat
A könyvek Harmony és Pepper, az anya/lánya karakterek történetét követik nyomon.
- 1983: The Desert Rose[68]
- 1995: The Late Child[69]

### Duane Mooresorozat
A könyvek Duane Moore történetéről szólnak.
- 1966: The Last Picture Show – filmre adaptálva, mint The Last Picture Show[67]
- 1987: Texasville – filmre adaptálva, mint Texasville[70]
- 1999: Duane's Depressed[71]
- 2007: When the Light Goes[72]
- 2009: Rhino Ranch: A Novel[73]

### Houstonsorozat
A könyvek a texasi Houston környékén élő, időnként visszatérő szereplőkről szólnak.
- 1970: Moving On (szereplők Patsy Carpenter/Danny Deck/Emma Horton/Joe Percy)[74]
- 1972: All My Friends Are Going to Be Strangers (Danny Deck/Jill Peel/Emma Horton)[74]
- 1975: Terms of Endearment (Emma Horton/Aurora Greenway) – filmre adaptálva, mint Terms of Endearment[74]
- 1978: Somebody's Darling (Jill Peel/Joe Percy)[75]
- 1989: Some Can Whistle (Danny Deck)[74]
- 1992: The Evening Star (Aurora Greenaway)[76] – filmre adaptálva, mint The Evening Star[77]

### Lonesome Dovesorozat

A Contrabando, egy szellemváros a Big Bend Ranch Állami Parkban, amelyet a Lonesome Dove minisorozat "Dead Man's Walk" és "Streets of Laredo" részeinek elkészítéséhez használtak.

- 1985: Lonesome Dove, 1986 Pulitzer Prize winner[74]
- 1993: Streets of Laredo[78]
- 1995: Dead Man's Walk[79]
- 1997: Comanche Moon[80]

### The Berrybender Narratives
- 2002: Sin Killer[81]
- 2003: The Wandering Hill[81]
- 2003: By Sorrow's River[81]
- 2004: Folly and Glory[81]

### Szerkesztőként
- 1999: Still Wild: A Collection of Western Stories[82]

### Egyéb írások
- 1988: The Murder of Mary Phagan – TV-film[83]
- 1990: Montana – TV-film[84]
- 1992: Memphis – TV-film[84]
- 1992: Falling from Grace[84] – John Mellencamp főszereplésével készült film[85]
- 2002: Johnson County War – TV-minisorozat[84]
- 2005: Brokeback Mountain (Diana Ossanával(wd)) – Oscar-díjas forgatókönyv (E. Annie Proulx novellája alapján)[84]
- 2020: Joe Bell (with Diana Ossana)[86]

## Tényirodalom
- 1968: In a Narrow Grave: Essays on Texas[74]
- 1974: "It's Always We Rambled" (esszé)[84]
- 1987: Film Flam: Essays on Hollywood[84]
- 1999: Crazy Horse: A Life (életrajz)[84]
- 1999: Walter Benjamin at the Dairy Queen: Reflections on Sixty and Beyond[84]
- 2000: Roads: Driving America's Great Highways[84]
- 2001: Sacagawea's Nickname – esszék az amerikai Nyugatról[84]
- 2002: Paradise – South-Pacific útleírás/emlékirat[84]
- 2005: The Colonel and Little Missie: Buffalo Bill, Annie Oakley & the Beginnings of Superstardom in America[84]
- 2005: Oh What a Slaughter! : Massacres in the American West: 1846–1890[84]
- 2008: Books: A Memoir[87]
- 2009: Literary Life: A Second Memoir[88]
- 2011: Hollywood: A Third Memoir[89]
- 2012: Custer[90]

## Magyarul megjelent
- Becéző szavak (Aurora Greenway 1.) (Terms of Endearment) – Európa, Budapest, 1986 · ISBN 963073835X · Fordította: László Zsófia
- Cadillac Jack – Európa, Budapest, 1988 · ISBN 9630746050 · Fordította: Petőcz György
- Esthajnalcsillag (Aurora Greenway 2.) (The evening star) – Fabula, Budapest, 1995 · ISBN 9636540314 · Fordította: Bihari György
- Az utolsó mozielőadás (The Last Picture Show) – Európa, Budapest, 1996 · ISBN 9630761157 · Fordította: Szilágyi Tibor
- Vissza Las Vegasba (The late child) – Saxum, Budapest, 1998 · ISBN 9639084344 · Fordította: Szántó Judit
- Árva Galamb I-II. (Árva Galamb 3.) (Lonesome Dove) – Magyar Könyvklub, Budapest, 2003 · ISBN 9635478003 · Fordította: Szilágyi Tibor
- Gyilkosvölgy – Küldetés a semmibe (Texas rongyos lovagjai 1.) (Árva Galamb 1/1.) (Dead man's walk) – Sorozat Könyvek, Budapest, 2011 · ISBN 9789638942104 · Fordította: Lázár A. Péter
- Gyilkosvölgy – Az élőholtak útján (Texas rongyos lovagjai 2.) (Árva Galamb 1/2.) (Dead man's walk) – Sorozat Könyvek, Budapest, 2011 · ISBN 9789638942111 · Fordította: Lázár A. Péter
- Gyilkos hold – Púpos Bölény (Texas rongyos lovagjai 3.) (Árva Galamb 2/1.) (Comanche moon) – Sorozat Könyvek, Budapest, 2012 · ISBN 9789638942128 · Fordította: Lázár A. Péter
- Gyilkos hold – Ahumado (Texas rongyos lovagjai 4.) (Árva Galamb 2/2.) (Comanche moon) – Sorozat Könyvek, Budapest, 2012 · ISBN 9789638942142 · Fordította: Lázár A. Péter
- Gyilkos hold – Fakó Keselyű (Texas rongyos lovagjai 5.) (Árva Galamb 2/3.) (Comanche moon) – Sorozat Könyvek, Budapest, 2012 · ISBN 9789638942135 · Fordította: Lázár A. Péter
- Veszett kutyák – Kopár tanya (Texas rongyos lovagjai 6.) (Árva Galamb 3/1.) (Lonesome Dove) – Sorozat Könyvek, Budapest, 2013 · ISBN 9786155276286 · Fordította: Lázár A. Péter

## Film

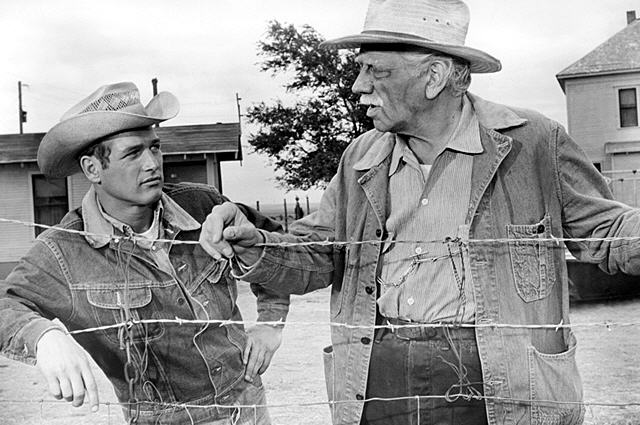
Paul Newman (balra) és Melvyn Douglas a Hud című filmben (1963)

- 1963: Hud (1961-es regénye, a Horseman, Pass By alapján)[84]
- 1971: The Last Picture Show (forgatókönyv Peter Bogdanovich-csal,, egy 1966-os regény alapján)[40]
- 1972: The Streets of Laredo (unproduced; Peter Bogdanovich-csal közösen írt egy történetet, amelyből később a Lonesome Dove című regény adaptációja készült)[91][92][93][94]
- 1974: Lovin' Molly (az 1963-as Leaving Cheyenne című regény alapján)[95]
- 1983: Terms of Endearment (1975-ös regény alapján)[96]
- 1984: The Lady in the Moon (unproduced; forgatókönyvet és történetet írt)[94]
- 1985: Honkytonk Sue (unproduced; a National Lampoon(wd) karakter alapján)[97]
- 1990: Texasville (1987-es regény alapján)[98]
- 1992: Falling from Grace (orgatókönyvet és történetet írt)[85]
- 1996: The Evening Star (1992-es regény alapján)[77]
- 2005: Brokeback Mountain (Diana Ossanával közösen írta a forgatókönyvet, és Annie Proulx novellája alapján adaptálta)[84]
- 2007: Boone's Lick (unproduced; Diana Ossanával közösen írt forgatókönyvet, egy 2000-es regény alapján)[99]
- 2010: Empire of the Summer Moon (unproduced; Diana Ossanával közösen írt forgatókönyvet, S. C. Gwynne(wd) regényéből adaptálva)[100]
- 2012: Duane's Depressed (unproduced; 1999-es regény alapján)[101]
- 2020: Joe Bell (forgatókönyv Diana Ossanával)[102]

## Televízió
- 1977: The American Film Institute's 10th Anniversary Special (író)[103]
- 1988: The Murder of Mary Phagan (történet alapján készült minisorozat)[104][105]
- 1989: Lonesome Dove (1985-ös regény alapján készült minisorozat)[42][43]
- 1990: Montana (eredeti forgatókönyv)[84]
- 1992: Memphis (teleplay)[84]
- 1993: Return to Lonesome Dove (az 1985-ös regény kitalált univerzuma alapján)[106]
- 1994–1995: Lonesome Dove: The Series (az 1985-ös regény kitalált univerzuma alapján)[107]
- 1995: Buffalo Girls (1990-es regény alapján)[58]
- 1995: Streets of Laredo (teleplay egy 1993-as regény alapján)[84]
- 1995–1996: Lonesome Dove: The Outlaw Years (az 1985-ös regény kitalált világa alapján)[108]
- 1996: Dead Man's Walk (teleplay egy 1995-ös regény alapján)[84]
- 2002: Johnson County War (teleplay)[84]
- 2008: Comanche Moon (teleplay egy 1997-es regény alapján)[109][110]

## Fordítás
- Ez a szócikk részben vagy egészben  a   Larry McMurtry című angol Wikipédia-szócikk fordításán alapul.  Az eredeti cikk szerkesztőit annak laptörténete sorolja fel. Ez a jelzés csupán a megfogalmazás eredetét és a szerzői jogokat jelzi, nem szolgál a cikkben szereplő információk forrásmegjelöléseként.